# Hans Franz Passavant (Bankier)
Hans Franz Passavant (* 5. Dezember 1751; † 30. November 1834) war ein Basler Bankier.

## Leben
Passavant gründete 1800 das Bankhaus Passavant & Cie., das bis 1923 bestand und 1854 eine der sechs Privatbanken war, die den „Basler Bankierverein“ gründeten. Aus diesem ging 1871 die Bank Basler Bankverein hervor, einem Vorläufer der späteren Grossbank UBS.
Er war verheiratet mit Marie-Jeanne Martin (* 1761 in Genf; † 1803), mit der er vier Kinder hatte: den Bankier und Förderer der Basler Börse Emanuel Passavant (1785–1842), den Theologen Theophil Passavant (1787–1864), Margarete Elisabeth Passavant (1783–1859) und Valerie Passavant (1797–1839).

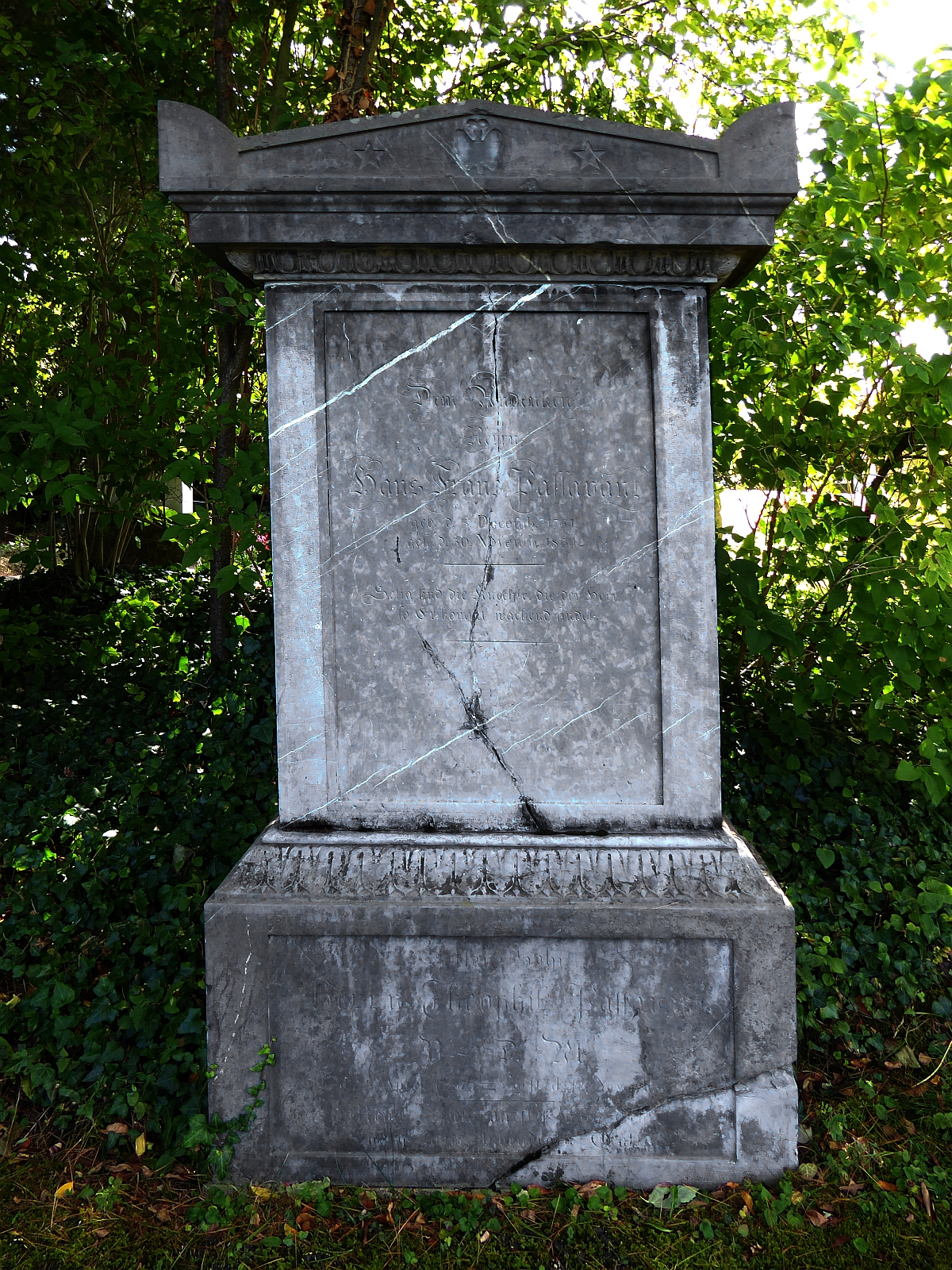
Grab auf dem Friedhof Wolfgottesacker, Basel
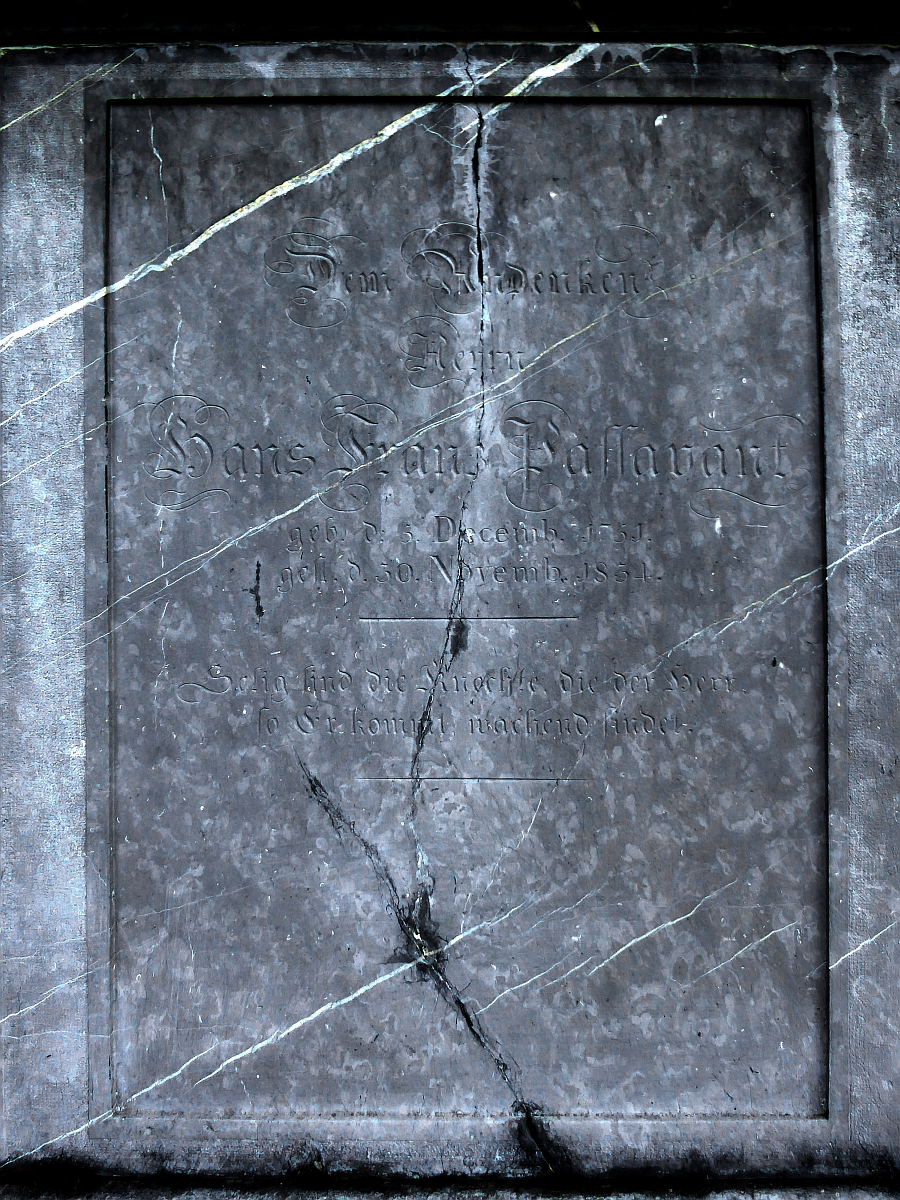
Grabinschrift, Friedhof Wolfgottesacker, Basel